# Christian Lous Lange

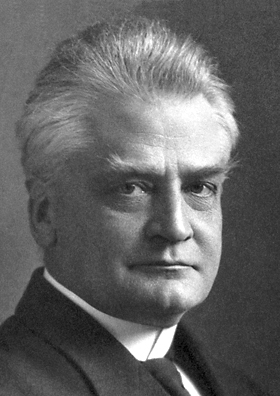
Christian Lous Lange.

Christian Lous Lange (17.9.1869 – 11.12.1938) là một sử gia, nhà giáo và nhà khoa học chính trị người Na Uy. Ông là một trong số các người trình bày lý thuyết và thực hành của chủ nghĩa quốc tế giỏi nhất trên thế giới.
Ông sinh tại Stavanger, tốt nghiệp bằng thạc sĩ khoa học nhân văn ở trường Đại học Oslo năm 1893.
Từ năm 1900 tới năm 1910, ông làm thư ký cho Viện Nobel (Nobelinstituttet) Na Uy và cho Ủy ban Nobel (Nobelkomiteen) (Na Uy). Năm 1909, ông được bổ nhiệm làm tổng thư ký của Liên minh liên nghị viện (Inter-Parliamentary Union) cho tới năm 1933, ban đầu ở Bern (Thụy Sĩ), sau dời sang Bruxelles (Bỉ) và cuối cùng dời về Genève (Thụy Sĩ).
Năm 1919, ông được trao bằng tiến sĩ danh dự của Đại học Oslo vì đã viết quyển "Histoire de l'internationalisme".
Ngày 1.1.1934, ông được bổ nhiệm làm ủy viên của Ủy ban Nobel Na Uy cho tới khi từ trần.
Ông là cha của Halvard Lange, bộ trưởng ngoại giao Na Uy và Carl Viggo Manthey Lange, nghị sĩ quốc hội Na Uy.
Là một người theo chủ nghĩa hòa bình danh tiếng, ông được thưởng giải Nobel Hòa bình năm 1921 chung với Hjalmar Branting, người Thụy Điển.